# Liquid Tension Experiment (альбом)
Liquid Tension Experiment — музичний альбом гурту Liquid Tension Experiment. Виданий 1998 року лейблом Magna Carta. Загальна тривалість композицій становить 74:04. Альбом відносять до напрямку прогресивний метал.

## Список пісень
1. Paradigm Shift — 08:54
2. Osmosis — 03:26
3. Kindred Spirits — 06:29
4. The Stretch — 02:00
5. Freedom of Speech — 09:19
6. Chris and Kevin's Excellent Adventure — 02:21
7. State of Grace — 05:01
8. Universal Mind — 07:53
9. Three Minute Warning — 28:31